# Publius Titius
Publius Titius (- 43 v.Chr.) was een politicus uit de late Romeinse Republiek en tribunus plebis in 43 v. Chr.

## Leven
Publius Titius was afkomstig uit de adellijke gens Titia. Over zijn leven is in de overgeleverde, antieke bronnen - die hem voorstellen als overtuigde Caesariaan - enkel over de gebeurtenissen van zijn laatste levensjaar (43 v.Chr.) geschreven.
Toen de beroemde redenaar en politicus Marcus Tullius Cicero een senatus consultum over eerbewijzen aan Munatius Plancus wenste voor te stellen, verhinderde Titius dit in zijn hoedanigheid als tribunus plebis op vraag van Publius Servilius Isauricus (9 april 43 v. Chr.). Wanneer de slechts twintigjarige adoptiefzoon, erfgenaam en zelfverklaarde wreker van Gaius Julius Caesar, Gaius Julius Caesar (Octavianus), zijn verbintenis met de senaat beëindigde en in augustus 43 v.Chr. met zijn troepen tegen Rome optrok, vreesde Publius Servilius Casca, die eveneens tribunus plebis was in dat jaar, voor zijn leven, aangezien hij een van de moordenaars van Caesar was geweest. Daarom verliet hij in allerijl de stad en werd, omdat zijn afreis niet wettelijk gedekt was, door zijn collega Titius afgezet als tribunus plebis. Een door Titius voorgedragen en door de comitia tributa goedgekeurde wet (Lex Titia) schiep de formele, wettelijke basis voor de inrichting van het Tweede Triumviraat, dat de drie machtigste vertegenwoordigers van de Caesarianen - Octavianus, Marcus Antonius en Marcus Aemilius Lepidus - vanaf 27 november 43 v.Chr. voor vijf jaar (tot 31 december 38 v.Chr.) tot de enige staatshoofden met verregaande volmachten aanstelde. De kort daarop gevolgde dood van Titius schijnt het volksgeloof te hebben bevestigd, dat op grond van goddelijke wraak in een jaar tijd al die ambtenaren stierven, die collega's hadden laten afzetten.